# Trechispora regularis
Trechispora regularis är en svampart som först beskrevs av William Alphonso Murrill, och fick sitt nu gällande namn av Liberta 1974. Trechispora regularis ingår i släktet Trechispora och familjen Hydnodontaceae.   Inga underarter finns listade i Catalogue of Life.